# Kronologija događaja u Bosni i Hercegovini
Kronologija događaja u Bosni i Hercegovini: 

### 1154. – 1299.
- 1154. – 1163. Bosnom vlada ban Borić iz Slavonije
- 1180. Bosna i južni dio Hrvatske oslobađaju se bizantske vlasti
- 1180. – 1203. u Bosni vlada ban Kulin

- 1203. sabor na Bilinu polju kraj Zenice gdje se bosanski krstjani obvezuju na vjernost Sv. Stolici
- 1291. Franjevci dolaze u Bosnu

### 1300. – 1399.
- 1353. – 1391. Bosnom vlada Tvrtko I. Kotromanić
- 1377. Tvrtko se kruni za kralja
- 1390. Tvrtko se proglasio kraljem Hrvatske i Dalmacije
- 1391. umire Tvrtko I.

### 1400.– 1499.
- 1408. kralj Žigmund Luksemburški potuče bosansku vojsku i pobije njihovo plemstvo kod Dobora
- 1415. vojvoda Hrvoje Vukčić Hrvatinić s turskim jedinicama potuče ugarsko-slavonsku vojsku na Spreči
- 1435. – 1466. Humom vlada Stjepan Vukčić Kosača – odvajanje Hercegovine
- 1448. Stjepan Vukčić naziva se hercegom – otud Hercegovina
- 1459. bosanski kralj Stjepan Tomaš Kotromanić boravi u Ugarskoj i priznaje hrvatsko-ugarskog kralja Matijaša za svog gospodara
- 1463. sultan Mehmed II. bez otpora zauzima Bosnu koja “šaptom pade”
- 1471. Matija Korvin imenuje kneza Nikolu Iločkog za bosanskog kralja
- 1479. u Rimu umire Katarina Kosača-Kotromanić – pretposljednja bosanska kraljica
- 1480. kralj Matija Korvin uzalud provaljuje duboko u Bosnu

### 1500. – 1599.
- 1513. hrvatski ban Petar Berislavić teško porazi Osmanlije kod Dubice
- 1518. opet Berislavić pobjedjuje Osmanlije kod Jajca i osigurava taj grad-utvrdu
- 1520. Osmanlije prodiru u Hrvatsku, ubijen ban Petar Berislavić
- 1521. – 1541. u Bosni je namjesnik Gazi Husrev-beg, osnivač Sarajeva i osvajač brojnih hrvatskih utvrda (Knin, Skradin, Obrovac, Jajce, Sinj i dr.)
- 1525. Husrev-beg podsjeda Jajce, ali ga spašava hrvatski knez Krsto Frankopan
- 1528. Gazi Husref beg osvaja hrvatsko Jajce i time pada Jajačka banovina – obrana Hrvatske i Slavonije
- 1536. Husref beg prodire u Slavoniju i osvaja Požegu
- 1537. u obrani Klisa gine Petar Kružić, a Hrvatska gubi najvažniju utvrdu na jugu
- 1552. Osmanlije osvajaju Viroviticu, Čazmu i dolaze do najzapadnije crte u Hrvatskoj (Slavoniji)
- 1556. osvajaju Kostajnicu – “vrata” Hrvatske
- 1580. Bosna od sandžaka postaje pašaluk
- 1592. Hasan Predojević, bosanski paša gradi Novu Petrinju da zaobiđe i osvoji Sisak
- 1592. spomenuti paša osvaja hrvatski grad Bihać
- 1593. teški poraz Osmanlija, pretežito bosanskih pod Siskom, za njih je to bila “godina propasti”
- 1595. Hrvati pobijediše Osmanlije kod Petrinje

### 1600. – 1699.
- 1606. sklopljen mir s Osmanlijama, prvi povoljni sporazum s kojim Hrvatska dobiva Moslavinu i Petrinju
- 1652. hrvatski ban Nikola Zrinski pobjeđuje Osmanlije kod Kostajnice
- 1663. – 1664. Hrvati pod vodstvom braće Zrinski izborili nekoliko pobjeda protiv bosanskih Osmanlija, a Nikola dopire do Osijeka, spaljuje Sulejmanov most, “čudo” njihova graditeljstva
- 1683. – 1699. traje veliki protuosmanlijski rat Austrije, Venecije, Poljske, Sv. Stolice u kojem Hrvatska ima dostojno mjesto
- 1687. hrvatski ban Tomo Erdödy oslobađa Dubicu, Kostajnicu, Zrin i pomiče granicu Hrvatske na Unu
- 1688. nove pobjede kršćanske (i hrvatske) vojske protiv Osmanlija, oslobođen Knin koji uzimaju Mlečani
- 1689. Luka Ibrišimović i Marko Mesić, svećenici, uz pomoć naroda oslobađaju dotad osmanlijsku Slavoniju, Liku i Krbavu
- 1697. Eugen Savojski s austrijskom vojskom prodire sve do Sarajeva, koje zapali i vrati se u Slavoniju dovodeći više desetaka tisuća Hrvata – katolika iz Bosne
- 1699. sklopljen mir u Srijemskim Karlovcima prema kojem se Hrvatskoj vraća Slavonija, Lika, a Veneciji hrvatski teritoriji u kontinentalnoj Dalmaciji

### 1700. – 1799.
- 1718. sklopljen mir u Požarevcu prema kojem Osmanlije odstupaju Austriji sjevernu Srbiju, bosansku Posavinu, a Veneciji Imotski i sve do Neretve. Dubrovnik odstupa turskoj strani Neum i Sutorinu kako bi se zaštitio od Venecije (današnji pristup BiH prema moru)
- 1736. – 1739. nesretni rat Austrije protiv Osmanlija, poraz u Turskoj Hrvatskoj kod Banje Luke
- 1739. Austrija gubi Beogradskim mirom sve ono sto je dobila Požarevačkim
- 1787. – 1791. Austrija ratuje protiv Osmanlijskog Carstva zajedno s Rusijom, ali bez uspjeha – pokušaj izgona Turaka iz Europe i rješenje istočnog pitanja nije uspjelo
- 1791. mirom u Svistovu Osmanlije vraćaju Hrvatskoj dotad okupirani Dvor na Uni, i zaleđe Bihaća (Drežnik, Petrovo selo, Lapac i Srb)

### 1800. – 1899.
- 1804. – 1812. u Srbiji izbija ustanak za čije se gušenje šalju bosanske jedinice
- 1809. Francuzi izravno granice s Osmanlijskim carstvom na Uni
- 1820. – 1822. bosanski vezir Dželudin-paša okrutno uvodi red u Bosni
- 1826. Sultan Mahmud II. ukida janjičarski red. Pobuna muslimanskog begovata u Bosni koga guše u krvi
- 1831. muslimanski begovi u Bosni se bune, a hercegovački ne prihvaćaju oružani prosvjed protiv središnje vlasti u Istambulu. Prve vodi Husein-kapetan Gradaščević, a druge Aliaga Rizvanbegović
- 1832. Gradaščević je usprkos pobjedi na Kosovu potučen, bježi u Slavoniju i otud u Carigrad gdje umire
- 1832. Hercegovina postaje poseban vilajet na čelu s Rizvanbegovićem
- 1835. – 1840. Mehmed-paša ukida u Bosni nasljedne kapetanije i izaziva bune, koje silom guši
- 1839. Sultan Abdul Medžid I. izdaje “hatiserif od Gilhane” kojim izjednačava sve podanike bez razlike na vjeru i naciju, uvodi poreze za sve. Bosanski begovat odbija dati prava kršćanskoj raji
- 1840. katolici u BiH stavljeni pod zaštitu Austrije
- 1845. – 1850. Tahir-paša provodi reforme u Bosni
- 1848. Hrvatski narodni preporod i izbor Josipa Jelačića djeluje u BiH gdje kršćani očekuju oslobođenje
- 1850. Sultan je u Bosnu poslao poturicu Omer-pašu Lataša koji silom i u krvi savladava bosansko, islamsko plemstvo
- 1852. – 1858. hercegovačka (pravoslavna) plemena uz pomoć Crne Gore dižu ustanke
- 1866. Vilajetski ustav u Bosni, BiH sa Sandžakom postaje jedinstveno upravno područje
- 1875. Austrija planira ulazak u BiH. Car Franjo Josip putuje uz granicu BiH i potiče Hrvate – katolike na ustanak
- 1875. Hercegovački ustanak – Hrvati dižu ustanak u Gabeli, a uskoro im se pridružuju pravoslavni Srbi u Nevesinju, te Srbi i Hrvati u Bosni
- 1876. – 1878. ustanak u BiH traje. Srbija i Crna Gora stupaju u rat, a za njima i pravoslavna Rusija
- 1878. mir u San Stefanu – predviđena autonomija za BiH
- 1878. Berlinski kongres, BiH pod austrijskim protektoratom, kraj ustanka, okupacija BiH koju vode generali Hrvati (Josip Filipović i Stjepan Jovanović). Otpor islamskog pučanstva, u ratu poginulo preko tisuću Hrvata
- 1879. uređena Zemaljska vlada za BiH u Sarajevu
- 1881. obnovljena katolička crkvena uprava za BiH, Sarajevo – mitropolija, Banja Luka i Mostar – biskupije
- 1884. mostarski franjevci pokrenuli list “Glas Hercegovca” koji istupa protiv bosanskog jezika i isto takve narodnosti

### 1900. – 1940.
- 1902. Hrvati BiH osnovali svoje kulturno-prosvjetno društvo “Napredak”
- 1907. Hrvati u BiH utemeljili Hrvatsku narodnu zajednicu
- 1908. Austrija proklamira aneksiju BiH, Srbija prijeti ratom
- 1910. BiH dobiva svoj Ustav i Sabor – agrarni pokret
- 1914. teroristička organizacija Mlada Bosna ubija u Sarajevu nadvojvodu Franju Ferdinanda. Ultimatum Srbiji i rat. Početak I. svjetskog rata
- 1914. uz Drinu se vodi rat u kome sudjeluju brojni Hrvati, muslimani i Srbi (pravoslavni) iz Hrvatske i BiH
- 1917. Hrvati, Slovenci, izglasavaju u Beču tzv. Svibanjsku deklaraciju s kojom zahtijevaju federalističko uređenje za sve južnoslavenske narode u Monarhiji (i za BiH)
- 1918. slom Austro-Ugarske, prestanak njene uprave u Hrvatskoj i BiH
- 1918. osnivanje narodnih vijeća u Hrvatskoj, BiH i drugim zemljama, zajedničko Narodno vijeće u Zagrebu, Država Slovenaca, Hrvata i Srba u kojoj je i BiH
- 1918. 1. prosinca, u Beogradu se proglašava ujedinjenje i nova Kraljevina Srba, Hrvata i Slovenaca (SHS). U njoj su sve južnoslavenske zemlje u bivšoj Monarhiji, te Srbija i Crna Gora
- 1921. u Beogradu se izglasava tzv. Vidovdanski ustav bez sudjelovanja Hrvata, a uz potporu Jugoslavenske muslimanske organizacije i njenog vodje M. Spaha i tako omogućava Pašiću da “progura” centralistički ustav koji je najviše pogodio nesrpske krajeve pa i BiH
- 1929. kralj Aleksandar Karađorđević proglašava diktaturu, a Kraljevinu SHS Jugoslavijom. Podjela zemlje na banovine koje razbijaju hrvatske i bosanskohercegovačke povijesne teritorije
- 1934. u Marseilleu ubijen kralj Aleksandar Karađorđević
- 1937. Jugoslavija kreće prema fašizmu
- 1937. četnici organiziraju progone Hrvata, a uz brojne žrtve padaju *1937. u Senju i omladinci koji su došli na koncert sarajevskog društva “Trebević”
- 1939. sporazum srbijanskih radikala i Hrvatske seljačke stranke (sporazum Cvetković-Maček) i stvaranje Banovine Hrvatske u koji ulazi središnja i sjeveroistočna Bosna, te Hercegovina, osim istočne

### 1941. – 1945.
- 1941. Jugoslavija pristupa Trojnom paktu, 27. 3. velikosrpski udar u Beogradu, 6. 4. napad Njemačke, Italije, Mađarske i Bugarske. Slom Jugoslavije
- 1941. 10. travnja, u Zagrebu proglašena Nezavisna Država Hrvatska (NDH) u koju je “šaptom” ušla i BiH
- 1941. 22. lipnja, počinje partizanski ustanak u Hrvatskoj
- 1941. 27. srpnja, partizanski ustanak u BiH, četnički odredi u talijanskoj zoni, građanski rat
- 1942. u Zagrebu zasjeda neizabrani Državni sabor NDH (s predstavnicima BiH)
- 1942. u BiH dolaze partizanske jedinice iz Srbije (II. i III. ofenziva)
- 1942. potkraj, partizanske jedinice organiziraju u Bihaću I. zasjedanje AVNOJ-a
- 1943. rujan – kapitulacija Italije
- 1943. na području BiH vođene tzv. IV. i V. ofenziva
- 1943. prvo zasjedanje ZAVNOBiH-a u Mrkonjić Gradu
- 1943. u Jajcu – održano II. zasjedanje AVNOJ-a, začetak Druge Jugoslavije
- 1944. svibanj, desant na Drvar
- 1944. sporazum Tito-Subašić na otoku Visu, pokušaj legaliziranja nove jugoslavenske države
- 1945. ZAVNOBiH postaje Skupština BiH – prva vlada
- 1945. od 8. do 15. svibnja “rat poslije rata”. Englesko zapovjedništvo predaje hrvatske i druge jedinice Titovoj Jugoslavenskoj armiji, masovne likvidacije u Sloveniji i po “križnom putu”
- 1945. treće zasjedanje AVNOJ-a u Beogradu, dirigirani izbori i proglas Federativne Narodne Republike Jugoslavije
- 1945. – 1990. Narodna Republika BiH u okviru Jugoslavije

### 1946. – 1990.
- 1946. “izglasani” ustavi Jugoslavije, (Republike Hrvatske i BiH)
- 1946. otvoren Univerzitet u Sarajevu
- 1946. – 1947. grade se željezničke pruge u BiH (Brčko – Banovići – Šamac – Sarajevo)
- 1948. rezolucija Informibiroa, otpor Jugoslavije, progoni pristaša SSSR-a
- 1949. otvoren logor za komuniste na Golom otoku
- 1966. smijenjeno prosrpsko vodstvo u KPJ (A. Ranković)
- 1966. počela s radom Akademija nauka BiH
- 1970. usvojeni ustavni amandmani koji traže više prava republika
- 1971. predsjedništvo SK Jugoslavije u Karađorđevu oštro obračunava s “pojavama nacionalizma” u SK Hrvatske
- 1974. donesen novi Ustav SFR Jugoslavije s kojim se Republike priznaju državama s pravom odcjepljenja
- 1980. umire Josip Broz Tito
- 1984. Zimska olimpijada u Sarajevu
- 1990. 20. siječnja, na XIV. kongresu SK Jugoslavije došlo do raspada te organizacije prema nacionalnom ključu
- 1990. u Hrvatskoj i BiH osnivaju se i registriraju prve građanske političke stranke
- 1990. prvi demokratski izbori u BiH, pobjede nacionalnih stranaka, Stranke demokratske akcije (Muslimani), Srpske demokratske stranke i Hrvatske demokratske zajednice

### 1991. – 1994.
- 1991. vodstvo BiH se drži nezainteresirano tvrdeći kako to nije “njihov rat”
- 1991., listopad, Srbi napadaju i uništavaju hrvatsko selo Ravno u istočnoj Hercegovini
- 1992. 7. travnja, priznata BiH kao država
- 1992. Srbi u BiH proglašavaju u kolovozu Republiku Srpsku
- 1992. travanj, počinje velikosrpska agresija na BiH
- 1993. sukobi pa rat Muslimana i Hrvata u BiH
- 1994. 18. ožujka, smirivanje sukoba i ugovor u Washingtonu

### 1995.
- 1995. blokada Bihaća
- 1995. hrvatska vojska sporazumno prelazi granicu BiH i zajedno sa snagama HVO-a oslobađa Drvar, Jajce, itd.
- 1995. 12. srpnja, pad Srebrenice i pokolj Muslimana-Bošnjaka
- 1995. kolovoz, u akciji “Oluja” HV deblokira Bihać i bratimi se s bošnjačkim postrojbama, među kojima su se borili i Hrvati
- 1995. 21. studenog, u Daytonu, SAD, potpisan mir u BiH koji su parafirali dr. Franjo Tuđman, Alija Izetbegović i Slobodan Milošević, a kao svjedoci supotpisali su ga predstavnici SAD-a, UN-a, Rusije, te zemlje kontaktne skupine (Francuska, Njemačka, Velika Britanija)
- 1995. 14. prosinca, u Parizu, u Elizejskoj palači, su predstavnici Hrvata, Srba i Bošnjaka-Muslimana (dr. Tuđman, Milošević, Izetbegović) potpisali Opći okvirni sporazum o BiH koji je bio pripremljen i parafiran u Daytonu 21. studenoga 1995.
- 1995. 20. prosinca, u BiH je provedbu mirovnog sporazuma iz Daytona i Pariza umjesto UNPROFOR-a 20. prosinca 1995. preuzeo IFOR (međunarodne snage). BiH je podijeljena na četiri sektora (britanski, američki, francuski te europski (RRF – europske snage za brzo djelovanje.)

### 1996.
- 1996. 4. siječnja, u Sarajevu su se sastali predsjednik Republike Hrvatske dr. F. Tuđman i predsjednik BiH A. Izetbegović, posjetili sjednicu Zajedničkog vijeća za suradnju Hrvatske i BiH i dogovorili daljnje korake za suradnju i jačanje Federacije BiH
- 1996. 13. siječnja, BiH i Hrvatsku posjetio američki predsjednik Bill Clinton
- 1996. 1. ožujka, u BiH proslavljen Dan neovisnosti kao spomen na Referendum iz 1992. kad je s 64 posto glasova odlučeno da se ta država odvaja od bivše Jugoslavije
- 1996. 21. ožujka, Sarajevo je u skladu s Daytonskim sporazumom ušlo u sastav Federacije BiH. Izvršeno je razgraničenje Federacije i Republike Srpske
- 1996. 1. travnja, u Haag je na međunarodni sud otputovao dobrovoljno hrvatski general Tihomir Blaškić, zapovjednik obrane srednje Bosne
- 1996. 11. svibnja, u Zagrebu je potpisan sporazum između Republike Hrvatske i BiH o otvaranju luke Ploče i slobodnom prolazu kroz Neum, što je dio dogovora koji je postignut u Washingtonu i Daytonu
- 1996. 30. lipnja, Radovan Karadžić odstupio je s mjesta predsjednika Republike Srpske u BiH
- 1996. 14 kolovoza, predsjednici Hrvatske i BiH, Franjo Tuđman i Alija Izetbegović potpisali su u Ženevi Zajedničku izjavu kojom prihvaćaju provođenje Washingtonskih i Daytonskih sporazuma
- 1996. 18. rujna, u BiH je izabrano novo Predsjedništvo BiH kome je na čelu Alija Izetbegović, a članovi Krešimir Zubak i Momčilo Krajišnik
- 1996. 1. listopada, sastanak Predsjedništva BiH zbog neslaganja održan je u privatnog gostionici “Saraj” na razmeđu Sarajeva i Pala (središte Republike Srpske) i imao je stoga neslužben značaj

### 1997.
- 2. ožujka, u Beogradu su potpisali sporazum o posebnim odnosima srpskog entiteta u BiH (koga je zastupao M. Krajišnik i SR Jugoslavije (Z. Lilić). A. Izetbegović je to ocijenio kao miješanje u unutarnje poslove BiH i nepoštivanje Daytonskog sporazuma
- 13. travnja, papa Ivan Pavao II., svjetski putnik i mirotvorac je poslije Hrvatske (ujesen 1994.) došao u pastirski pohod BiH. Pozdravili su ga u Zemaljskom muzeju članovi trojnog Predsjedništva a na stadionu “Koševo” vise od 50 tisuća ljudi, uglavnom katolika – Hrvata
- 9. lipnja, ministar vanjskih poslova BiH Jadranko Prlić izjavio je kako je Mostar posljednji multietnički grad u BiH u kome žive podjednako dva naroda (Hrvati i Bošnjaci) dok se Sarajevo umjesto multietničkog pretvorilo u muslimanski grad
- 7. srpnja, u Mostaru umro, a pokopan je u Grudama 9. srpnja mr. Mate Boban, utemeljitelj i predsjednik Hrvatske zajednice Herceg-Bosne, Hrvatskog vijeća obrane te predsjednik Hrvatske demokratske zajednice BiH
- 6. kolovoza, održan sastanak predstavnika Republike Hrvatske, BiH i Federacije BiH (F. Tuđman, A. Izetbegović i Vladimir Šoljić) gdje je razmotreno provođenje Washingtonskih i Daytonskih dogovora, razvijanje daljnje suradnje i poboljšanje međusobnih odnosa
- Rujan, hrvatsko je vodstvo HDZ-a BiH dalo izjavu kako neće sudjelovati na skorim izborima, ako se ne spriječi pripremani izborni inženjering međunarodnih snaga koji ide zatim da se oslabi i razbije hrvatski nacionalni korpus u BiH koji je u većini uz HDZ. Tu je odluku 12. rujna poslije razgovora s Carlosom Westendorpom i J. Kleinom podržao i predsjednik Republike Hrvatske dr. F. Tuđman
- 6. listopada, iz Splita je odletjelo 10 Hrvata iz središnje Bosne na suđenje u Haag. Otišli su dragovoljno, jer im je obećano brzo i pravedno suđenje
- 21. listopada, Hrvatska je najavila da će uskoro izaći s razrađenim prijedlogom o Posebnim odnosima s BiH, a nešto prije (8. listopada) je odbila bošnjački prijedlog da se luka Ploče iznajmi BiH na 99 godina i postane njihov Hong-Kong
- 5. studenog, Hrvatska je dala tekst Sporazuma o posebnim odnosima s Federacijom BiH koga su poduprli dvojica članova Predsjedništva BiH (Zubak i Krajišnik), a otklonio jedan (A. Izetbegović)
- 10. prosinca, Konferencija u Bonnu koju je održalo vijeće za provedbu mira u BiH dalo je visokom predstavniku Carlosu Westendorpu ovlaštenje protektora u BiH. On je dobio pravo raspuštanja svih paradržavnih institucija i nametanje rješenja ako se tri strane ne slože, a to je gotovo uvijek tako i bilo
- 25. prosinca, u Mostaru su objavljeni rezultati istrage o podmetnutoj bombi 17./18. rujna 1997. koja je ozlijedila teško 29 osoba i uništila 56 stanova.

### 1998.
- 16. i 17. svibnja, na Saboru HDZ-a BiH u Mostaru došlo je prvi put do raskola među vodstvom. Za novog predsjednika izabran je Ante Jelavić, a Krešimir Zubak i njegovi pristaše istupili su iz Stranke i uskoro utemeljili Novu hrvatsku inicijativu (NHI) kao novu stranku.
- lipanj, donio je protektor C. Westendorp u BiH nekoliko neopozivih odluka, npr. uveo je kao monetu konvertibilnu marku, nacionalnu putovnicu, zastavu i registarske pločice za automobile.
- 12., 13. lipnja, u BiH su održani novi izbori koji su potvrdili općepoznatu istinu: BiH je država triju naroda u kojoj dominiraju nacionalne stranke koje su to potvrdile i na izborima unatoč nastojanju protektorske uprave da ih razvlasti u korist multinacionalnih ili nadnacionalnih stranaka.
- 22. studenog, u Zagrebu je između Republike Hrvatske te Federacije Bosne i Hercegovine potpisan Sporazum o posebnim odnosima..